# Sección de Análisis de Conducta
La Sección de Análisis de Conducta (SAC) es una sección del Cuerpo Nacional de Policía de España, adscrita a la Unidad Central de Inteligencia Criminal de la Comisaría General de Policía Judicial, que está especializada en la investigación del delito mediante técnicas de psicología. Fue creada por el Ministerio del Interior en verano de 2010 y, desde ese año, está formada por tan solo dos licenciados en Psicología, aunque cuenta con el apoyo de un sociólogo y un estadista. Homicidios, agresiones sexuales, asaltos violentos, desapariciones o secuestros son algunos de los delitos en los que estos especialistas aplican sus métodos siempre que son requeridos por la unidad responsable de la investigación. En la actualidad (2017) esta unidad cuenta con 5 analistas, que se encargan de los casos en los que se les pide colaboración.
Su trabajo consiste en estudiar las evidencias psicológicas, los vestigios conductuales que quedan reflejados en el modo en que el agresor cometió los delitos: la víctima elegida, el lugar donde la abordó, el tipo y orden de las heridas que le causó y cómo reaccionó cuando se le tomó declaración. Evidencias que se detectan a partir de testimonios verbales o no de la víctima o del sospechoso y de todos aquellos testigos que intervienen en la escena del delito. El análisis de todos estos factores les permiten reconstruir los hechos y dar respuesta a preguntas como qué ha pasado y cómo, y a elaborar hipótesis sobre quién y por qué. Los dos psicólogos colaboran siempre que son requeridos por los grupos operativos, con los que están en permanente contacto para al final, a partir de sus informaciones, conseguir elaborar un perfil individual de su delincuente y su vinculación con otros posibles casos. Pero más allá de casos concretos susceptibles de ser analizados por la psicología, el objetivo último de esta sección es el de analizar miles de casos para crear un banco de perfiles criminales que facilite predecir cuál será el próximo movimiento de un delincuente.
El trabajo de esta unidad ha ayudado a resolver numerosos casos desde su creación, contribuyendo a potenciar este tipo de unidades de reciente creación.